# Kajsvärri
Kajsvärri är ett berg i Finland. Det ligger i Enare i landskapet Lappland, i den norra delen av landet, 1 000 km norr om huvudstaden Helsingfors. Toppen på Kajsvärri är 542 meter över havet.
Terrängen runt Kajsvärri är huvudsakligen platt, men söderut är den kuperad.  Trakten runt Kajsvärri är nära nog obefolkad, med mindre än två invånare per kvadratkilometer. Det finns inga samhällen i närheten. Omgivningarna runt Kajsvärri är i huvudsak ett öppet busklandskap.